# FC Botoșani
FC Botoșani é uma equipe romena de futebol com sede em Botoşani. Disputa a primeira divisão da Romênia (Campeonato Romeno de Futebol).
Seus jogos são mandados no Stadionul Municipal, que possui capacidade para 12.000 espectadores.

## História
O FC Botoșani foi fundado em 2001.